# 斯內靈堡 (明尼蘇達州)
斯內靈堡（英語：Fort Snelling）是位於美國明尼蘇達州亨內平縣的一個非建制地區。

## 地理
斯內靈堡所處的海拔為高於海平面262米（即860英呎），而該地所採用的時區為UTC-6，即北美中部時區（CST）。同時該地設有夏令時間，為UTC-6調快一小時，即UTC-5（CDT）。